# СКИФ МГУ
СКИФ МГУ «Чебышёв» — суперкомпьютер, разработанный на основе суперкомпьютерной программы «СКИФ-ГРИД» и запущенный в работу в МГУ 19 марта 2008 года; способен производить около 47 TFLOPS (триллионов операций с плавающей точкой в секунду). С июня 2008 по ноябрь 2011 входил в Топ-500 самых мощных компьютеров мира.
Разработан российскими и белорусскими специалистами и предназначен для быстрого решения большого числа задач в разных областях науки: аэро- и гидродинамике, метеорологии, магнитной гидродинамики, физике высоких энергий, геофизике, в финансовой сфере (при обработке больших объёмов сделок на биржах), климатологии, криптографии, компьютерного моделирования лекарств.

## Технические данные
- Число вычислительных узлов/процессоров — 625/1250
- Конструктив узла — блейд
- Количество монтажных шкафов вычислительного кластера — 14
- Тип процессора — четырёхъядерный Intel Xeon E5472, 3,0 ГГц
- Пиковая производительность — 60 TFLOPS
- Производительность в тесте Linpack — 47,17 TFLOPS (78,6 % от пиковой)
- Тип системной сети DDR InfiniBand (Mellanox ConnectX)
- Скорость передачи сообщений между узлами — не менее 1450 Мб/сек
- Задержка при передаче пакетов данных — не более 2,2 мкс
- Тип управляющей (вспомогательной) сети — Gigabit Ethernet
- Тип сервисной сети — IPMI + СКИФ-ServNet
- Оперативная память — 5,5 TB
- Дисковая память узлов — 15 TB
- Тип системы хранения данных T-Platforms ReadyStorage ActiveScale Cluster
- Объём системы хранения данных — 60 TB
- Занимаемая площадь — 96 м2
- Потребляемая мощность вычислительного кластера — 330 кВт
- Потребляемая мощность установки в целом — 520 кВт (в пике возможно до 720 кВт)
- Суммарная длина кабельных соединений — более 2 км

Система бесперебойного электропитания:
- Тип — онлайн
- Исполнение — модульное
- Максимальная установленная мощность — 400 кВт
- Количество монтажных шкафов — 20
- Максимальная мощность — 400 кВт
- Резервирование — N+1, «горячая замена» компонентов

Климатическая система:
- Тип — модульная внутрирядная
- Холодопроизводительность — 400 кВт
- Резервирование — N+1
- Теплоноситель внешнего контура охлаждения — фреон
- Теплоноситель внутреннего контура охлаждения — вода+этиленгликоль
- Количество рядных кондиционеров — 8
- Количество холодильных машин — 3